# Championnat de Djibouti de football 2018-2019
Navigation
Edition précédente Edition suivante
La saison 2018-2019 du Championnat de Djibouti de football est la 29e édition du championnat de première division nationale. Les dix clubs engagés sont regroupés au sein d'une poule unique où ils s'affrontent à deux reprises au cours de la saison. À l'issue du championnat, les deux derniers du classement final sont relégués et remplacés par les deux meilleurs clubs de Division 2.
C'est l'AS Port qui remporte la compétition cette saison après avoir terminé en tête du classement final, avec un seul point d'avance sur l'Université de Djibouti FC. Il s'agit du quatrième titre de champion de Djibouti de l'histoire du club.

## Participants
- AS Ali Sabieh
- AS Port
- AS Arta/Solar7
- Garde Républicaine FC
- AS Kartileh 2
- Université de Djibouti FC
- AS Gendarmerie Nationale
- ACS Hayableh - Promu de Division 2
- AS Jeunes Jago - Promu de Division 2
- Dikhil Football Club

## Compétition

### Classement
Le classement est établi sur le barème de points classique (victoire à 3 points, match nul à 1, défaite à 0). Pour départager les égalités, on tient d'abord compte de la différence de buts générale, puis du nombre de buts marqués, puis des confrontations directes.
| Rang | Équipe                    | Pts | J  | G  | N | P  | Bp | Bc | Diff |
| ---- | ------------------------- | --- | -- | -- | - | -- | -- | -- | ---- |
| 1    | AS Port                   | 40  | 18 | 12 | 4 | 2  | 51 | 20 | +31  |
| 2    | Université de Djibouti FC | 39  | 18 | 11 | 6 | 1  | 38 | 14 | +24  |
| 3    | AS Ali SabiehT            | 38  | 18 | 11 | 5 | 2  | 49 | 15 | +34  |
| 4    | Dikhil Football Club      | 32  | 18 | 9  | 5 | 4  | 34 | 21 | +13  |
| 5    | AS Arta/Solar7C           | 30  | 18 | 8  | 6 | 4  | 31 | 17 | +14  |
| 6    | ACS HayablehP             | 22  | 18 | 6  | 4 | 8  | 30 | 37 | -7   |
| 7    | Garde Républicaine FC     | 21  | 18 | 6  | 3 | 9  | 45 | 33 | +12  |
| 8    | AS Gendarmerie Nationale  | 21  | 18 | 6  | 3 | 9  | 32 | 24 | +8   |
| 9    | AS Jeunes JagoP           | 7   | 18 | 2  | 1 | 15 | 17 | 79 | -62  |
| 10   | AS Kartileh 2             | 1   | 18 | 0  | 1 | 17 | 12 | 79 | -67  |

|  | Champion de Djibouti 2018-2019                                                    |
|  | Qualification pour la Coupe de la confédération 2019-2020                         |
|  | Qualification pour le Championnat arabe des clubs 2019-2020                       |
|  | Relégation en Division 2                                                          |
|  | T : Tenant du titre C : Vainqueur de la Coupe de Djibouti P : Promu de Division 2 |

## Bilan de la saison
| Championnat de Djibouti de football 2018-2019 |                      |
| Champion                                      | AS Port (4e titre)   |
| Coupes et trophées                            |                      |
| Vainqueur de la Coupe de Djibouti 2018-2019   | AS Arta/Solar7       |
| Qualifications continentales                  |                      |
| Ligue des champions de la CAF 2019-2020       | Aucun                |
| Coupe de la confédération 2019-2020           | AS Arta/Solar7       |
| Championnat arabe des clubs 2019-2020         | AS Ali Sabieh        |
| Promotions et relégations                     |                      |
| Promus en Division 1                          | Institut Saoudien FC |
| Promus en Division 1                          | EAD FC               |
| Relégués en Division 2                        | AS Kartileh 2        |
| Relégués en Division 2                        | AS Jeunes Jago       |